# Rhathymoscelis rothschildi
Rhathymoscelis rothschildi är en skalbaggsart som beskrevs av Lane 1965. Rhathymoscelis rothschildi ingår i släktet Rhathymoscelis och familjen långhorningar. Inga underarter finns listade i Catalogue of Life.